# Бобыкин, Андрей Леонидович
Андре́й Леони́дович Бобы́кин (род. 3 декабря 1956, Свердловск, СССР) — советский и российский дизайнер, профессор, академик РАХ (2007; член-корреспондент 2006). Заслуженный художник Российской Федерации (2007), Заслуженный деятель искусств Российской Федерации (2019).
Вице-президент Российской академии художеств (с 2008), академик-секретарь Отделения дизайна РАХ. Почётный президент Международной общественной ассоциации «Союз дизайнеров» (правопреемницы Союза дизайнеров СССР) (с 2018).

## Биография
За период своей научной деятельности написал две монографии, был соавтором ряда трудов по дизайну, архитектуре и искусству. Опубликовал больше 100 статей, участвовал в многочисленных выступлениях на научных конференциях, симпозиумах, фестивалях и выставках.

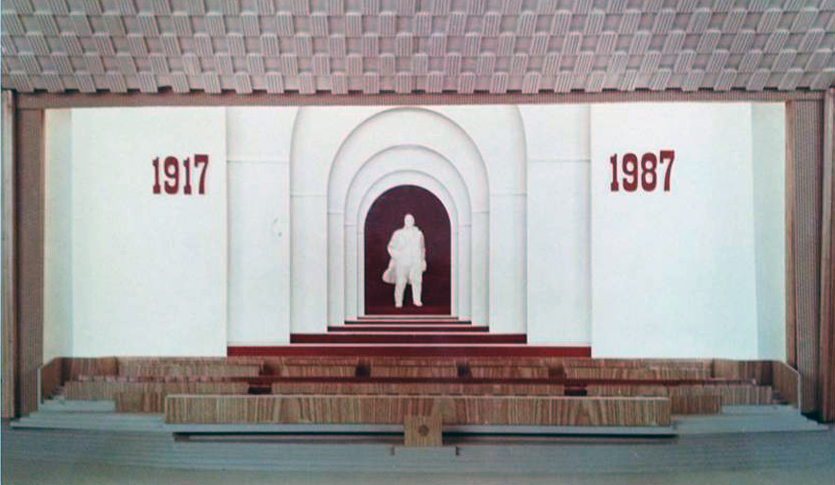
Оформление сцены Кремлёвского Дворца съездов к 70-летию Великой Октябрьской социалистической революции. Москва, 1987 г.

Председатель Государственных аккредитационных и экзаменационных комиссий:
- Уральского государственного архитектурно-художественного университета (УралГАХУ, Екатеринбург)
- Российской государственной специализированной академии искусств (РГСАИ, Москва)
- Камского института искусства и дизайна (КИИД, Татарстан, Набережные Челны)
- Московского государственного академического художественного института имени В. И. Сурикова (МГАХИ им. В. И. Сурикова, Москва)
- Ростовского государственного строительного университета (РГСУ, Ростов-на-Дону)
- Казанского федерального университета (КФУ, Казань)

### Научные степени и звания
- 1983 — Кандидат искусствоведения
- 1999 — Почетный доктор, профессор философии Европейского Университета (Швейцария)
- 1999 — Действительный член Академии наук о природе и обществе (Отделение художеств и индустриального дизайна)
- 2007 — Почетный профессор Армянской национальной академии изящных искусств (Армения)
- 2007 — Академик Российской академии художеств
- 2009 — Действительный член Международной академии культуры и искусств
- 2009 — Академик Российской академии естественных наук
- 2015 — Почетный профессор Ростовского государственного строительного университета
- 2016 — Почетный доктор Донского государственного технического университета
- 2019 — Почетный профессор Российской государственной специализированной академии искусств

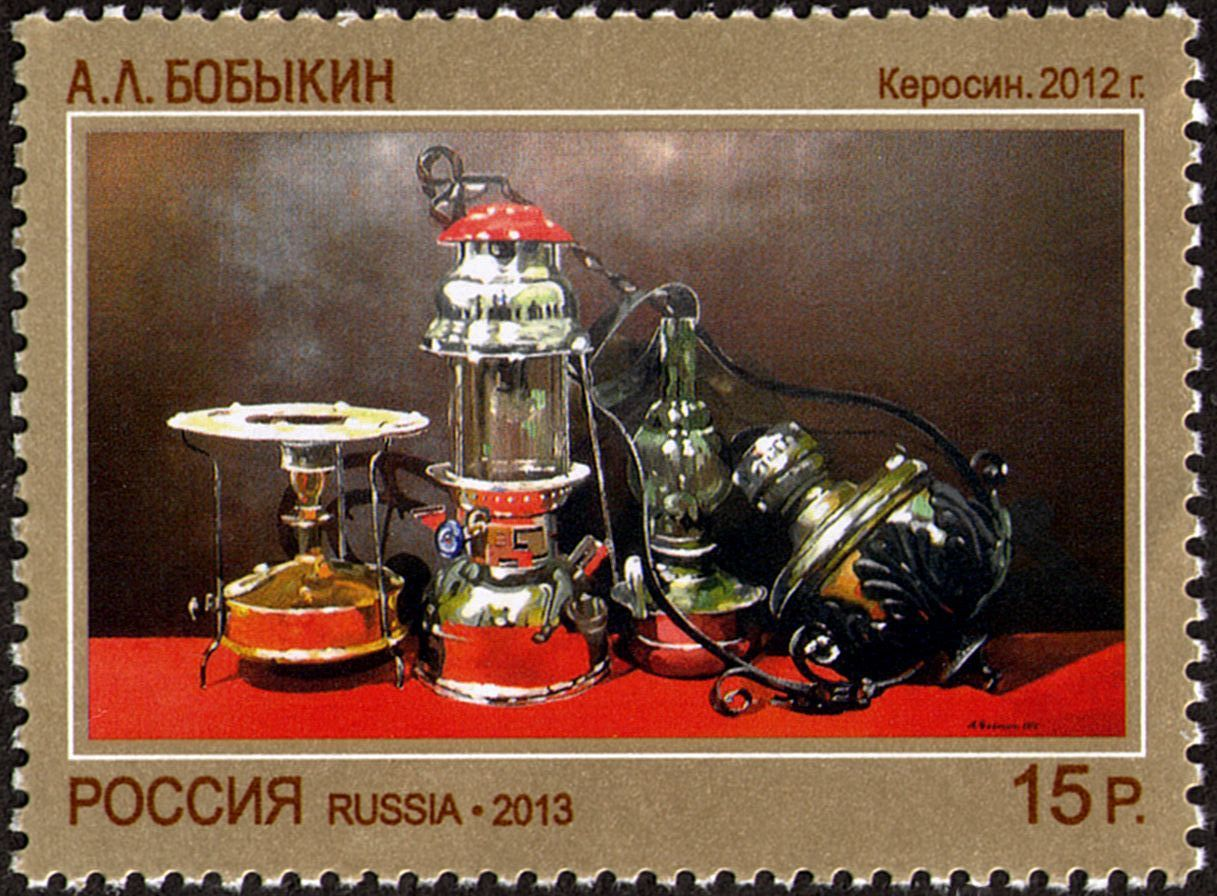
Натюрморт «Керосин» (2012 г. Х.,м. 120х80) на почтовой марке. Россия, 2013 г.,

Член Союза художников России, Творческого союза художников России, Московского союза художников, Международной общественной ассоциации «Союз дизайнеров», Союза дизайнеров России и Московского союза дизайнеров.

## Награды и звания
- 1984 — Благодарность и Грамота Министерства культуры СССР
- 1986 — Золотая медаль ВДНХ
- 1989 — Золотая медаль ВДНХ
- 2007 — Заслуженный художник Российской Федерации (20 августа 2007 года) — за заслуги в области искусства[1]
- 2007 — Золотая медаль Российской академии художеств
- 2011 — Золотая медаль Российской академии художеств
- 2011 — Золотая медаль Союза художников России
- 2011 — Золотая медаль Московского отделения Союза художников России
- 2012 — Благодарность Администрации Президента Российской Федерации «За активную гражданскую позицию и участие в общественно-политической жизни страны»
- 2013 — Орден Дружбы (4 октября 2013 года) — за большие заслуги в развитии отечественной культуры и искусства, многолетнюю плодотворную деятельность[2]
- 2016 — Благодарность Департамента здравоохранения города Москвы, Департамента труда и социальной защиты населения города Москвы «За активное участие в организации и проведении Московского фестиваля творчества людей с особенностями психического развития «Нить Ариадны»
- 2016 — Орден Российской академии художеств «За служение искусству»
- 2016 — Орден Фонда Карла Фаберже II степени «За особые заслуги в развитии и популяризации российского изобразительного искусства»
- 2017 — Почетная грамота Министерства культуры Российской Федерации «За большой вклад в развитие культуры»
- 2018 — Орден Карла Фаберже с бриллиантами – высшая награда Мемориального Фонда Фаберже «За особые заслуги в развитии российского искусства, многолетнюю плодотворную творческую и педагогическую деятельность» с присвоением звания «Заслуженный ювелир»
- 2018 — Медаль Московского отделения Союза художников России «За развитие традиций»
- 2019 — Заслуженный деятель искусств Российской Федерации (29 апреля 2019 года) — за большой вклад в развитие отечественной культуры и искусства, многолетнюю плодотворную деятельность[3]